# ノエル・クエバス
ノエル・A・クエバス（Noel A. Cuevas, 1991年10月2日 - ）は、プエルトリコのマナティ出身のプロ野球選手（外野手）。右投右打。MLBのシカゴ・カブス傘下所属。

## 経歴

### プロ入りとドジャース傘下時代
2010年のMLBドラフト21巡目（全体652位）でロサンゼルス・ドジャースから指名され、プロ入り。契約後、傘下のルーキー級アリゾナリーグ・ドジャースでプロデビュー。3試合に出場して打率.333を記録した。
2011年はパイオニアリーグのルーキー級オグデン・ラプターズとA+級ランチョクカモンガ・クエークスでプレーし、2球団合計で83試合に出場して打率.267、8本塁打、43打点、15盗塁を記録した。
2012年はルーキー級アリゾナリーグ・ドジャース、ルーキー級オグデン、A級グレートレイクス・ルーンズでプレーし、3球団合計で76試合に出場して打率.267、2本塁打、35打点、38盗塁を記録した。
2013年はA+級ランチョクカモンガでプレーし、123試合に出場して打率.284、12本塁打、66打点、38盗塁を記録した。
2014年はAA級チャタヌーガ・ルックアウツでプレーし、131試合に出場して打率.231、7本塁打、44打点、6盗塁を記録した。

### ロッキーズ時代
2014年12月16日、11月24日に行われたフアン・ニカシオとのトレードの後日発表選手としてコロラド・ロッキーズへ移籍した。
2015年は傘下のAA級ニューブリテン・ロックキャッツでプレーし、112試合に出場して打率.264、4本塁打、51打点、31盗塁を記録した。
2016年はAA級ハートフォード・ヤードゴーツとAAA級アルバカーキ・アイソトープスでプレーし、2球団合計で94試合に出場して打率.296、3本塁打、35打点、8盗塁を記録した。オフにはアリゾナ・フォールリーグに参加し、ソルトリバー・ラフターズに所属した。
2017年はAAA級アルバカーキでプレーし、128試合に出場して打率.312、15本塁打、79打点、16盗塁を記録した。オフの11月7日に40人枠入りした。
2018年は開幕はAAA級アルバカーキで迎え、4月22日にメジャー初昇格を果たした。同日のシカゴ・カブス戦にて「8番・右翼手」で先発出場してメジャーデビュー（この試合ではは3打数無安打）。この年メジャーでは75試合に出場して打率.233、2本塁打、10打点、1盗塁を記録した。
2019年9月3日にDFAとなり、7日にマイナー契約となった（そのままAAA級アルバカーキへ配属。）。

## 詳細情報

### 年度別打撃成績
| 年 度    | 球 団    | 試 合 | 打 席 | 打 数 | 得 点 | 安 打 | 二 塁 打 | 三 塁 打 | 本 塁 打 | 塁 打 | 打 点 | 盗 塁 | 盗 塁 死 | 犠 打 | 犠 飛 | 四 球 | 敬 遠 | 死 球 | 三 振 | 併 殺 打 | 打 率 | 出 塁 率 | 長 打 率 | O P S |
| -------- | -------- | ----- | ----- | ----- | ----- | ----- | -------- | -------- | -------- | ----- | ----- | ----- | -------- | ----- | ----- | ----- | ----- | ----- | ----- | -------- | ----- | -------- | -------- | ----- |
| 2018     | COL      | 75    | 153   | 146   | 16    | 34    | 4        | 1        | 2        | 46    | 10    | 1     | 0        | 0     | 0     | 6     | 1     | 1     | 24    | 1        | .233  | .268     | .315     | .583  |
| 2019     | COL      | 1     | 2     | 2     | 0     | 0     | 0        | 0        | 0        | 0     | 0     | 0     | 0        | 0     | 0     | 0     | 0     | 0     | 0     | 0        | .000  | .000     | .000     | .000  |
| MLB：1年 | MLB：1年 | 76    | 155   | 148   | 16    | 34    | 4        | 1        | 2        | 46    | 10    | 1     | 0        | 0     | 0     | 6     | 1     | 1     | 24    | 1        | .230  | .265     | .311     | .575  |

- 2019年度シーズン終了時

### 年度別守備成績
| 年 度 | 球 団 | 中堅（CF） | 中堅（CF） | 中堅（CF） | 中堅（CF） | 中堅（CF） | 中堅（CF） | 左翼（LF） | 左翼（LF） | 左翼（LF） | 左翼（LF） | 左翼（LF） | 左翼（LF） | 右翼（RF） | 右翼（RF） | 右翼（RF） | 右翼（RF） | 右翼（RF） | 右翼（RF） |
| 年 度 | 球 団 | 試 合      | 刺 殺      | 補 殺      | 失 策      | 併 殺      | 守 備 率   | 試 合      | 刺 殺      | 補 殺      | 失 策      | 併 殺      | 守 備 率   | 試 合      | 刺 殺      | 補 殺      | 失 策      | 併 殺      | 守 備 率   |
| ----- | ----- | ---------- | ---------- | ---------- | ---------- | ---------- | ---------- | ---------- | ---------- | ---------- | ---------- | ---------- | ---------- | ---------- | ---------- | ---------- | ---------- | ---------- | ---------- |
| 2018  | COL   | 4          | 3          | 0          | 0          | 0          | 1.000      | 16         | 13         | 0          | 0          | 0          | 1.000      | 26         | 32         | 1          | 0          | 1          | 1.000      |
| 通算  | 通算  | 4          | 3          | 0          | 0          | 0          | 1.000      | 16         | 13         | 0          | 0          | 0          | 1.000      | 26         | 32         | 1          | 0          | 1          | 1.000      |

- 2019年度シーズン終了時

### 背番号
- 56（2018年 - 2019年）